# Max Silberschmidt (Historiker)
Max Silberschmidt (* 29. Januar 1899 in Zürich; † 4. Mai 1989 ebenda) war ein Schweizer Historiker.

## Leben
Max Silberschmidt wurde geboren als Sohn des Mediziners William Silberschmidt. Er studierte von 1918 bis 1923 Geschichte an den Universitäten Zürich, Genf und Leipzig. 1923 wurde er bei Karl Meyer in Zürich mit einer Dissertation zu den Beziehungen Venedigs zu den Reichen des Ostens promoviert, die er auf Anregung des Orientalisten Rudolf Tschudi erstellt hatte. Auf Karl Meyers Rat hin spezialisierte sich Silberschmidt dann aber auf die Geschichte der Vereinigten Staaten. An der London University setzte er sich bei Arnold J. Toynbee mit britischer und amerikanischer Geschichte auseinander. 1932 wurde er mit einer Schrift über die Machtverhältnisse zwischen Grossbritannien und den Vereinigten Staaten an der Universität Zürich habilitiert. Von 1932 bis 1934 bereiste er mit einem Rockefeller-Stipendium die Vereinigten Staaten.
Von 1926 bis 1945 bereits als Professor für Geschichte und Geographie am Technikum Winterthur tätig, wurde Silberschmidt 1945 als Nachfolger von Hans Nabholz zum ausserordentlichen und 1950 zum ordentlichen Professor für Wirtschaftsgeschichte sowie britische und amerikanische Geschichte an die Universität Zürich berufen. Von 1960 bis 1962 war er Dekan der Philosophischen Fakultät I. 1969 wurde Silberschmidt emeritiert. Sein wissenschaftlicher Nachlass befindet sich im UZH Archiv.
Am 4. Mai 1989 starb Max Silberschmidt in seiner Geburtsstadt Zürich im Alter von 90 Jahren.

## Schriften (Auswahl)
- Das orientalische Problem zur Zeit der Entstehung des türkischen Reiches nach venezianischen Quellen. Ein Beitrag zur Geschichte der Beziehungen Venedigs zu Sultan Bajezid I., Byzanz, Ungarn, Genua und zum Reiche von Kiptschak 1381–1400. Teubner, Leipzig 1923 (Dissertation, Universität Zürich, 1923).
- Grossbritannien und die Vereinigten Staaten. Ihr machtpolitisches Verhältnis vom amerikanischen Unabhängigkeitskrieg bis zum Weltkrieg. Teubner, Leipzig 1932 (Habilitationsschrift, Universität Zürich).
- Der Aufstieg der Vereinigten Staaten von Amerika zur Weltmacht. Staat und Wirtschaft der USA im 20. Jahrhundert. Sauerländer, Aarau 1941.
- Amerikas industrielle Entwicklung. Von der Zeit der Pioniere zur Ära von big business. Francke, Bern 1958.
- Beidseits des Atlantik. Studien über Wirtschaft, Gesellschaft und Staat. Festgabe zum 70. Geburtstag am 29. Januar 1969. Hrsg. von Max Mittler und Robert Schneebeli. Atlantis, Zürich 1969.
- The United States and Europe. Rivals and Partners. Thames & Hudson, London 1972.